# Walter Persson
Karl Walter Bernhard Persson,  född 5 december 1905 i Mora, död 22 februari 1972 i Vällingby kyrkobokföringsdistrikt, Stockholm, var en svensk meteorolog. 
Efter studentexamen i Örebro 1925 blev Persson filosofie magister i Uppsala 1931. Han var meteorologisk observatör vid Riksgränsen 1931–32, flygmeteorolog vid Lindarängens flyghamn och Stockholm-Bromma flygplats 1932–36, föreståndare för flygvädertjänsten vid SMHA från 1936 och blev e.o. byrådirektör där 1949. Han innehade uppdrag Förenta Nationerna (FN) i Syrien 1955–56 och svensk delegat vid flera internationella flygmeteorologiska konferenser.